# 孫呉県
孫呉県（そんご-けん）は中華人民共和国黒竜江省黒河市に位置する県。孫姓と呉姓の両族が居住していた事が県名の由来。

## 歴史
1937年（康徳4年）、璦琿県より分割設置された。

## 行政区画
2鎮、8郷、1民族郷を管轄：
- 鎮：孫呉鎮、辰清鎮
- 郷：西興郷、腰屯郷、臥牛河郷、群山郷、奮闘郷、紅旗郷、正陽山郷、清渓郷
- 民族郷：沿江満族郷

## 交通

### 鉄道
- 中国国家鉄路集団
  - 中国鉄路ハルビン局集団公司
    - 北黒線 孫呉駅  、辰清駅

### 道路
- 高速道路
  - 吉黒高速道路
- 国道
  -  G202国道

### 税関
- 孫呉口岸

## 健康・医療・衛生
- 孫呉県人民医院